# 広大地
広大地（こうだいち）は、日本の税制における土地評価の際に、周辺における標準的な宅地よりも著しく広い宅地について、都市計画法にしたがって造成分割を伴う開発を行なうとすると道路や公園など公共公益的施設用地を確保することが必要となると見込まれる場合に、相続税等の課税額の算定などに用いられる概念。国税庁は「その地域における標準的な宅地の地積に比して著しく地積が広大な宅地で、都市計画法第4条第12項に規定する開発行為を行うとした場合に公共公益的施設用地の負担が必要と認められるもの」と定義している。ただし、路線価の算定において「大工場地区」とされる地区内の5万平方メートル以上の大規模工場用地や、中高層の集合住宅（マンション）などの建築が最も合理的な開発行為と考えられる場合は、広大地とはされない。1994年に、財産評価通達が出されて登場した概念である
広大地と判定されると、相続税の軽減措置など、節税のメリットがあるとされる。その一方で、広大地と判定されるか否かの基準となる具体的な面積は明示されておらず、「その地域」と定義で表現される周辺地域の範囲も自明ではなく、また、集合集宅が最も合理的な開発行為か否かの判定基準も明確ではないといった、曖昧さがある制度ともいわれている。このため、税務署によって広大地ではないと否認される可能性を減じるために、申告書に不動産鑑定士や税理士等の意見書を添付することも行なわれており、国税不服審判所や裁判所で争われた事案もある。
広大地と判定される面積の基準について、国税庁は大都市圏500平方メートル以上、それ以外の市街化区域1000平方メートル以上、などとし、「評価対象地の地積が開発許可面積基準以上であっても、その地域の標準的な宅地の地積と同規模である場合は、広大地に該当しません」としているが、東京都などではこれ未満の事案でも広大地と判定されることがあるとされる。